# Apamea albida
Apamea albida är en fjärilsart som beskrevs av Ludwig Osthelder. Apamea albida ingår i släktet Apamea och familjen nattflyn. Inga underarter finns listade i Catalogue of Life.